# Mitema
En l'estudi de la mitologia, un mitema seria la part irreductible d'un mite, un element constant (a diferència d'un mem cultural) que sempre apareix intercanviat i reensamblat —"lligat" era la imatge de Lévi-Strauss— amb altres mitemes relacionats de diverses maneres, o unit en relacions més complexes, com ara una molècula en un compost. Per exemple, els mites d'Adonis i Osiris que comparteix un grapat d'elements, el que porta a alguns investigadors a concloure-hi que comparteixen una mateixa font.
El catalogador de llegendes populars Vladímir Prop considerava que la unitat d'anàlisi era el conte individual. En canvi, el mitema és l'equivalent en la mitologia als fonemes, morfemes i sememes en els que la lingüística estructural divideix la llengua: les unitats de significat més petites possibles dins d'un sistema lingüístic.
En la dècada dels 50, Claude Lévi-Strauss adaptà per primer cop ixa tècnica d'anàlisi lingüística a la crítica analítica dels mites. En el seu treball sobre els sistemes mitològics de tribus primitives, realitzat sobre l'analogia amb l'estructura lingüística, adoptà el terme mythème, amb l'afirmació de què el sistema de significat que dins dels mites té, és molt anàleg al d'un sistema lingüístic [1]. Aquesta idea és posada en qüestió per Roman Jakobson, el qual considera que el mitema és un concepte (o fonema) que no té significat en si mateix, sinó que aquest apareix mitjançant-hi l'anàlisi sociològica.
Lev Manovich també empra els termes "sema" i "mitema" en el seu llibre El llenguatge dels nous medis per a descriure aspectes de la cultura amb el que entren en diàleg les imatges generades per un ordinador.